# Fusinus guidonis
Fusinus guidonis is een slakkensoort uit de familie van de Fasciolariidae. De wetenschappelijke naam van de soort is voor het eerst geldig gepubliceerd in 1995 door Delsaerdt.